# Kopfstetten
Kopfstetten ist eine Ortschaft und eine Katastralgemeinde der Marktgemeinde Eckartsau im Bezirk Gänserndorf in Niederösterreich. Die Ortschaft hat 227 Einwohner (Stand 1. Jänner 2024). Bis Ende 1970 war Kopfstetten eine selbständige Gemeinde.

## Geografie
Das Breitstraßendorf mit Hausäckern und Gewannfluren befindet sich im Süden des Marchfelds und wird von der Donau Straße erschlossen.

## Geschichte
Die erste urkundliche Erwähnung erfolgte 1233 als Chopstetten.
Laut Adressbuch von Österreich waren im Jahr 1938 in der Ortsgemeinde Kopfstetten ein Fleischer, zwei Gastwirte, zwei Gemischtwarenhändler, zwei Landesproduktehändler, eine Milch- und Druschgenossenschaft, eine Mühle, ein Schmied, zwei Schuster, ein Tischler und mehrere Landwirte ansässig.
Im Zuge der Niederösterreichischen Kommunalstrukturverbesserung wurden mit 1. Jänner 1971 die bis dahin selbständigen Gemeinden Kopfstetten, Eckartsau, Pframa, Wagram an der Donau und Witzelsdorf zu Eckartsau fusioniert.

## Sehenswertes
- Dorf- und Wallfahrtskirche „Maria Schutz“